# Roxa
La Rocca Group s.r.l. è un'azienda italiana produttrice di attrezzature sportive a marchio Roxa per lo sci e per il pattinaggio.

## Storia
Era il 1980 quando i fratelli Rosato , Lorenzo, Giuliano, Elvio e Giuseppe, decisero di lavorare insieme in un piccolo laboratorio ad Asolo, assemblando scarponi da sci per conto dei principali marchi del comprensorio montebellunese (come Scarpa, Nordica,ecc.) . Nel corso degli anni successivi i fratelli sentirono sempre di più il desiderio e l'esigenza di aprire il loro mercato verso nuovi orizzonti ; la successiva continua crescita ha spinto ad ampliare il laboratorio per far fronte alla crescente domanda del mercato, ad indirizzare gli sforzi verso una maggiore specializzazione dei prodotti esistenti e ad ampliare l'offerta con nuovi articoli. Nel 1992 La Roccaha iniziato a produrre anche pattini da ghiaccio e pattini in linea con il proprio marchio Roxa. Da oggi questi articoli sono famosi in tutto il Mondo per l'ottimo rapporto tra qualità e prezzo. La svolta decisiva venne posta nel 2000 quando Kneissl propose ai fratelli Rosato di produrre e assemblare scarponi da sci per i famosi marchi Raichle – Kneissl. Questa collaborazione è andata avanti per 3 anni. Un'altra svolta è stata fatta nel 2003 , quando tenendo presente la loro lunga esperienza nella produzione di scarponi da sci, i fratelli Rosato hanno deciso di sviluppare una nuova serie di stampi per scarponi da sci, e così hanno iniziato una nuova collezione con il proprio marchio ROXA .. Questa scelta è stata un grande successo e ha contribuito alla crescita dell’azienda. Oggi Roxa è uno dei marchi leader nel settore degli scarponi da sci e uno dei più richiesti nel settore dei pattini da ghiaccio e in linea e questo è stato possibile grazie alla lunga esperienza, alla passione per il lavoro, alla continua ambizione verso il miglioramento e alla preziosa collaborazione con il campione del mondo Marc Girardelli. Dal 2003 Roxa è diventata l'immagine di perfezione, alte prestazioni e affidabilità, o più semplicemente il simbolo del Made in Italy

## Pattini in linea
La Roxa produce l'X-Treme, un pattino da slalom sviluppato in collaborazione con Enrico Perano.